# 18022 Pepper
18022 Pepper este un asteroid din centura principală de asteroizi.

## Descriere
18022 Pepper este un asteroid din centura principală de asteroizi. A fost descoperit pe 13 mai 1999 la Socorro, New Mexico, în cadrul proiectului LINEAR. Asteroidul prezintă o orbită caracterizată de o semiaxă mare de 2,81 ua, o excentricitate de 0,12 și o înclinație de 2,5° în raport cu ecliptica.